# Нев'янськ
Нев'я́нськ (рос. Невьянск) — місто, центр Нев'янського міського округу Свердловської області.

## Географія
Місто розташоване на річці Нейва, на східному схилі Середнього Уралу, за 74 км (по автодорогах), за 99 км (по залізниці) на північ від Єкатеринбургу.
Залізнична станція на напрямку Єкатеринбург — Нижній Тагіл — Приоб'є.
За 40 км південніше Нев'янська розташоване озеро Таватуй.

## Історія

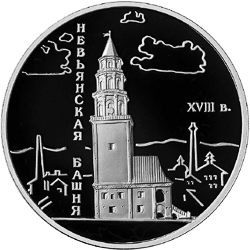
Нев'янська башта на монеті Росії

Нев'янськ заснований за указом Петра I 1701 року в зв'язку з будівництвом чавуноплавильного і залізоплавильного заводів.
Перша плавка була проведена 15 грудня 1701 року, і саме цю дату прийнято вважати днем народження Нев'янська. 4 березня 1702 року Державний завод указом Петра I був переданий у власне володіння Микиті Демидовичу Антуф'єву (Демидову), засновнику династії Демидових. 1745 року майно Акинфія Микитовича було розділено на три частини між синами Прокопієм, Григорієм і Микитою. Нев'янська частина дісталася Прокопію Акинфієвичу Демидову.
1768 року Нев'янський завод купив Сава Яковлєв (Собакін).
1878 року відкрито рух по Уральській Гірничозаводській залізниці.

## Населення
Населення — 24567 осіб (2010, 26644 у 2002).

## Персоналії
- Плотников Борис Григорович (1949—2020) — радянський, російський актор театру і кіно, театральний педагог, професор.